# Maxim's

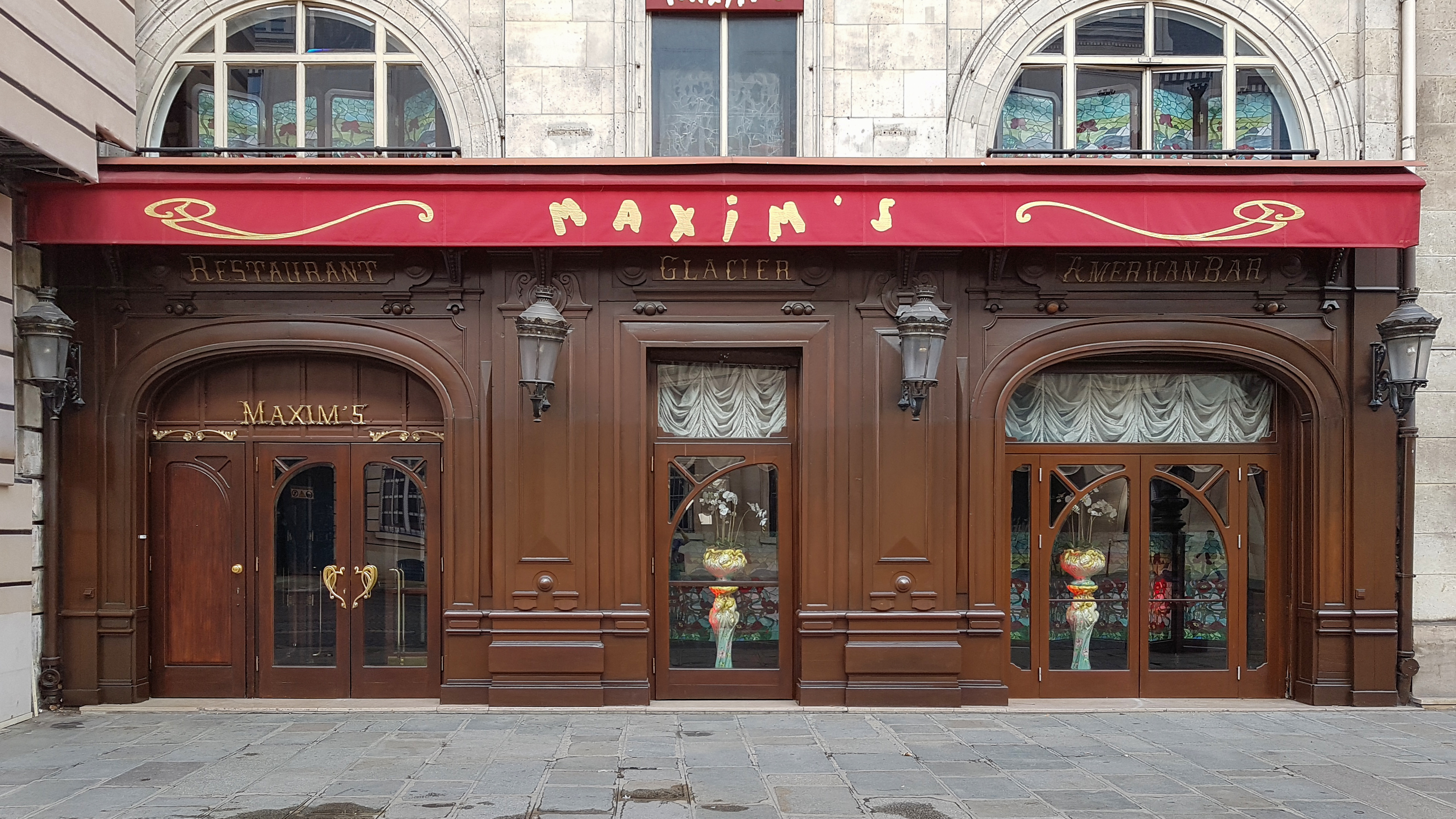
Maxim's (2012)

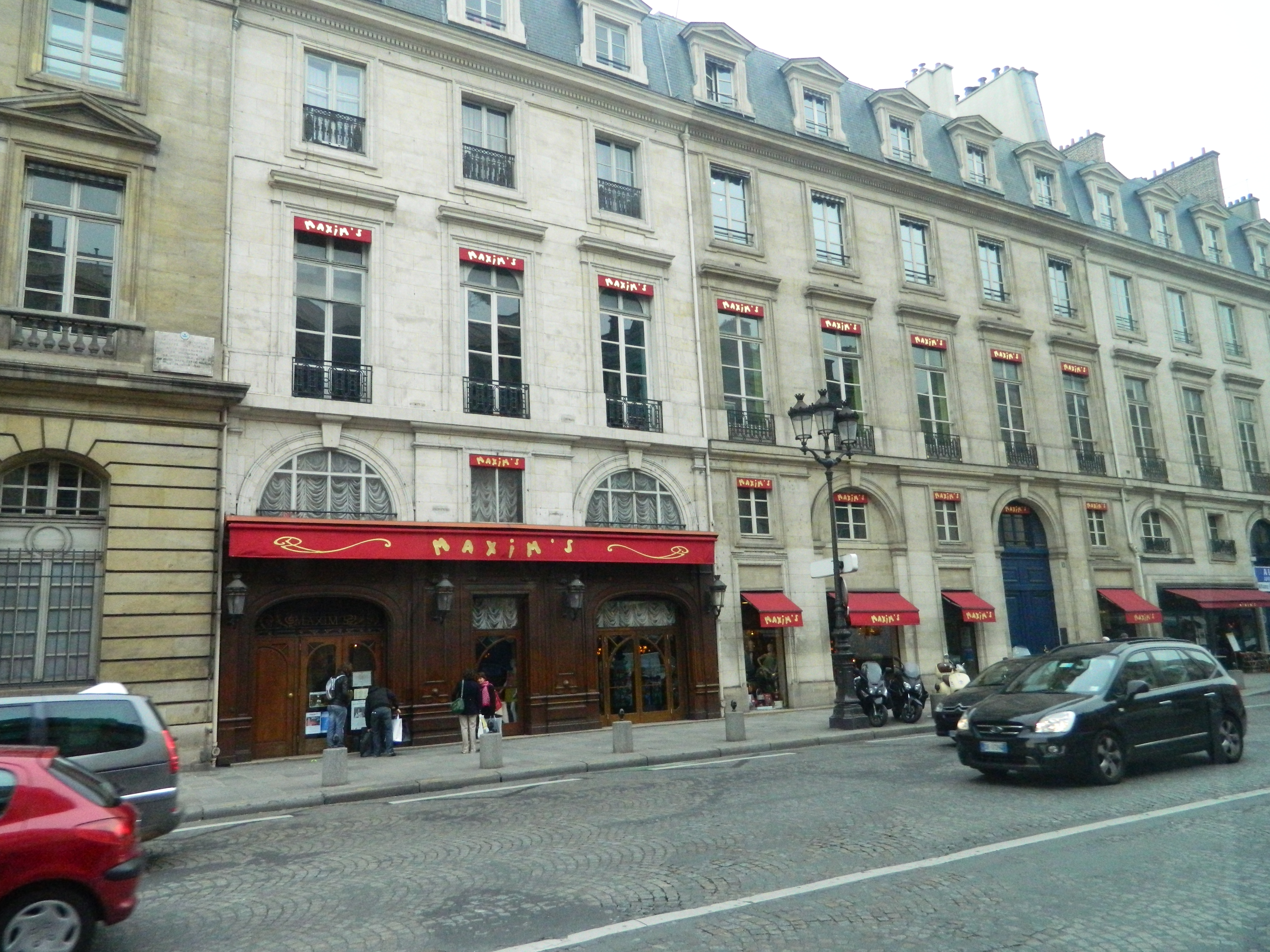
Maxim's, 3 rue Royale, VIII arrondissement, Parigi, 2012

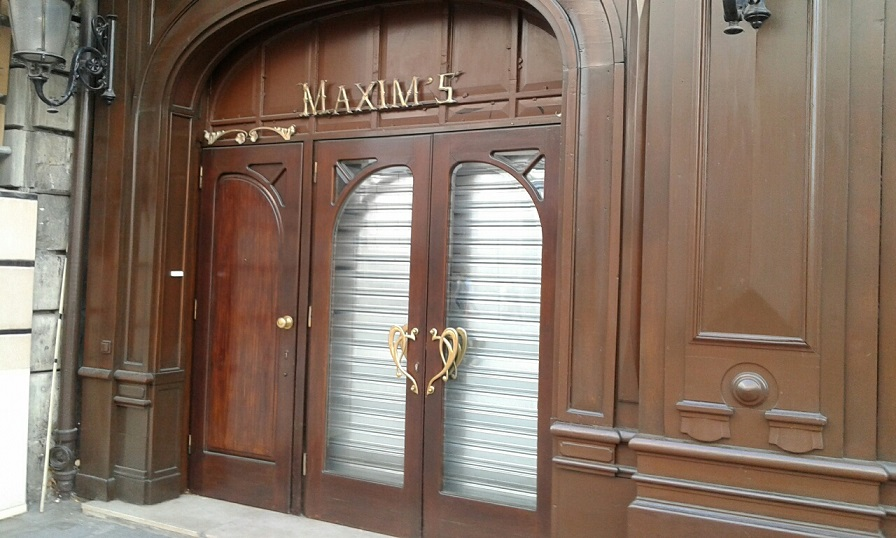
L'ingresso di Maxim's (2019)

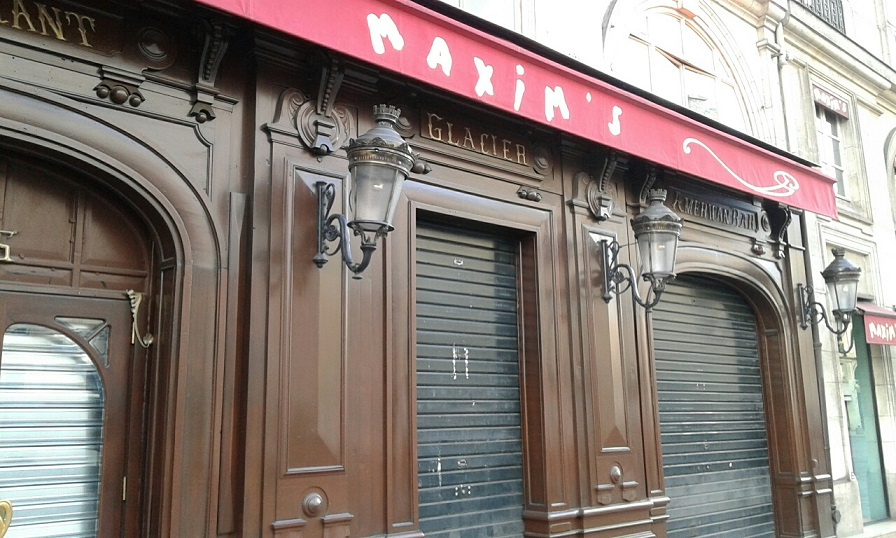
Gli esterni del locale (2019)

Maxim's è un ristorante che si trova a Parigi, nella rue Royale al civico 3, nel VIII arrondissement, famoso per le decorazioni Art Nouveau al suo interno.

## Storia
Maxim's fu aperto come bistrot e gelateria da Maxime Gaillard durante la Belle Époque, il 7 aprile 1893. La famiglia Vaudable (Octave, Louis e François) fu proprietaria del ristorante per oltre 50 anni, facendolo divenire uno tra i più famosi al mondo, sinonimo di alta gastronomia e sofisticata eleganza.
Nel 1913, Jean Cocteau una volta disse delle frequentatrici femminili di Maxim's: «Erano un cumulo di velluti, pizzi, nastri, diamanti e tutto quelle altre cose che non posso descrivere. Spogliare una di quelle donne era come una gita che richiede un preavviso di tre settimane, è come cambiare casa».
Nel 1932, Octave Vaudable, titolare del ristorante Noel Peters, rilevò Maxim's. Egli iniziò a selezionare la clientela, favorendo i frequentatori abituali, preferibilmente ricchi, famosi e dell'alta società. Famosi ospiti del locale negli anni trenta furono Edoardo VIII e Jean Cocteau, amico intimo e vicino di casa di Vaudable. Georges Feydeau scrisse una popolare commedia intitolata La Dame de chez Maxim.
Durante la seconda guerra mondiale, Maxim's era il più celebre ristorante di Parigi e veniva frequentato da ufficiali del Terzo Reich e celebrità collaborazioniste. Hermann Göring, Otto Abetz, ed Ernst Jünger non mancavano mai di cenare da Maxim's quando si trovavano a Parigi. Essendo frequentato da alti ufficiali tedeschi, Maxim's godette di un particolare trattamento di favore durante l'occupazione nazista: i suoi dipendenti non furono deportati in Germania e non c'erano razionamenti di cibo. La resistenza francese chiuse il locale dopo la liberazione, ma esso riaprì nel settembre 1946.
Maxim's era ancora molto popolare presso le celebrità internazionali degli anni cinquanta, e veniva frequentato da Aristotele Onassis, Maria Callas, dal Duca di Windsor e dalla moglie Wallis Simpson, da Porfirio Rubirosa, Max Ophüls, Alfred Hitchcock, Grace Kelly e Barbara Hutton. Quando il ristorante venne rinnovato alla fine del decennio, alcuni operai scoprirono una sorta di tesoro costituito da monete e gioielli caduti negli anni dalle tasche dei clienti e finiti nelle intercapedini dei divanetti imbottiti del locale.
Negli anni settanta, Brigitte Bardot suscitò uno scandalo quando entrò nel ristorante a piedi nudi. Altri famosi ospiti del periodo furono Sylvie Vartan, John Travolta, Jeanne Moreau, Barbra Streisand, e Kiri Te Kanawa.
François Vaudable, che aveva diretto per anni il locale accanto al padre, nel 1981, maggiormente attratto dal mondo scientifico che dal jet-set, vendette Maxim's allo stilista Pierre Cardin.

## Oggi
Oggi il ristorante Maxim's è un marchio Pierre Cardin. Altri ristoranti Maxim's sono stati aperti a Tokyo, Shanghai e Pechino. Il marchio si è esteso anche a servizi e regali. Nel 1985 ne fu aperta una sede anche a New York, ma è stata chiusa nel 2000.

## Creazioni culinarie
Alcuni celebri piatti della cucina francese sono stati creati da Maxim's: crêpe Veuve joyeuse, selle d'agneau Belle Otéro, soufflé Rothschild, filets de sole Albert (dal nome del maître d'hotel Albert Blazer), e la torta Tatin scoperta in provincia a Lamotte-Beuvron e integrata nel menù del locale da Louis Vaudable.

## Nella cultura di massa
- Maxim's è presente nell'operetta La Vedova Allegra (Die Lustige Witwe) di Franz Lehár e nel successivo balletto.
- Secondo una popolare leggenda metropolitana parigina, Ho Chi Minh avrebbe lavorato da Maxim's come garzone e cameriere durante il suo esilio a Parigi all'inizio degli anni 1920.
- Maxim's compare anche nel film Gigi, film con Maurice Chevalier, Leslie Caron e Louis Jourdan. Questo film racconta la storia di due anziane signore che vogliono allenare Gigi, la nipote di una e la pronipote dell'altra, per trasformarla in una concubina. Il film è ambientato nel periodo della Belle Epoque.
- Maxim's viene citato nel 1979 nella serie televisiva britannica di fantascienza Doctor Who.
- Maxim's è citato anche nel film Il pranzo di Babette.
- Maxim's viene parodiato nel film Pixar Ratatouille dal ristorante Gusteau's.
- Maxim's viene più volte citato e poi i protagonisti viaggiando nel tempo vi si ritrovano all'interno (e si legge chiaramente il nome del locale sulla tenda esterna), come simbolo della Belle Epoque, nel film Midnight in Paris di Woody Allen.